# Azur (culoare)
Azur este o culoare albastru-cyan deschis, numită după piatra lapis lazuli. Adesea este descrisă drept culoarea cerului într-o zi senină.
Pe cercul cromatic RGB, „azurul” (hexadecimal #007FFF) este definit drept culoarea la 210 grade, adică nuanța la jumătatea distanței dintre albastru și cyan. În modelul de culori RGB, folosit pentru a crea toate culorile pe un ecran de televizor sau calculator, azurul este creat adăugând puțină lumină verde la lumina albastră. Culoarea complementară azurului este portocaliu. 
În sistemul de culori X11, care a devenit un standard pentru culorile web timpurii, azurul este descris ca un cyan pal sau cyan alb. 